# Берендеи
Беренде́и, берендичи (др. русск. береньдѣи, береньдичи, точная этимология не установлена) — тюркские кочевые племена в восточноевропейских степях, в XI—XIII веках, известные из древнерусских летописей.
Берендеи (Берендичи) — кочевой народ тюркского происхождения, называемые в русских летописях то торками, то чёрными клобуками. Выделились из огузов.

## Этимология
Согласно мнению ряда историков, наименование племени «берендей» является слегка искажённым произношением названия огузского племени баяндыр, которое входило в состав 24 древнейших огузских (туркменских) племён. М. И. Артамонов упоминает берендеев (баяндур), коуи и баятов в числе племён, которые не принадлежали к огузам по происхождению. Ряд авторов включает племя баяндур наряду с баяут (баят) и каи в число огузских племён, имеющих монгольское происхождение.

## История
В 1097 году они впервые упоминаются в русских летописях в связи с более ранним событием: берендеи вместе с торками и печенегами заключили союз с теребовльским князем Василько Ростиславичем.
Были вассалами русских князей, участвовали в борьбе с половцами, междоусобных войнах на Руси.
Кочевники, именуемые летописью «своими погаными», были не очень надёжными подданными. Они стремились сохранить свою независимость и постоянно навязывали Руси федеративную форму взаимоотношений. Русские князья категорически возражали и требовали безусловной вассальной покорности. На этой почве между сторонами нередко возникали конфликты. Об одном из них летопись сообщает под 1121 год: «В лѣто 6629. Прогна Володимеръ Береньдичи из Руси, а Торци и Печенѣзи сами бѣжаша».
В борьбе великого князя Ярополка Владимировича с черниговским князем Всеволодом Ольговичем в 1139 году на помощь киевскому князю пришло 30 тысяч берендеев, якобы посланных венгерским королём. С. А. Плетнёва предполагает, что это была та самая орда, которую Владимир Мономах изгнал из Руси в 1121 году. Ярополк предоставил орде для пастбищ земли в Поросье, и с тех пор берендеи стали союзниками Руси.
Около 1146 года образовалось племенное объединение, известное под названием чёрных клобуков (в него вошли берендеи, торки, печенеги и другие), ставшее «вассалом» Руси.
В 1155 году берендеи, состоявшие на службе у Юрия Долгорукого (1155 до 1157 года) во время его киевского княжения, захватили в плен много половцев. Уцелевшие отправились в степь за помощью, подошли к Киеву и попросили князя, чтобы тот приказал наёмникам вернуть пленных, но те отказались: «Мы умираем за Русскую землю с твоим сыном и головы свои складываем за твою честь, а пленники — наша собственность».
Данные топонимии свидетельствует о том, что часть берендеев была переселена во Владимиро-Суздальскую землю (слобода Берендеева, ст. Берендеево, Берендеево болото и др.). А. С. Плетнёва считает, что эти берендеи вероятнее всего были переселены из Поросья Юрием Долгоруким и Андреем Боголюбским в период их обладания киевским столом. Целый ряд топонимов (Кагарлык, Торки, Торчин, Торчиновичи, Торков, Торское, Торчица, Торчицкий Степок и другие) на Западной Украине позволяет также предположить переселение туда отдельных групп чёрных клобуков. О наличии берендеев в войске волынского князя сообщает Ипатьевская летопись под 1158 годом. Можно предположить, что «волынские» берендеи из войска Мстислава Изяславича были переведены на Волынь из Поросья его отцом Изяславом Мстиславовичем в период, когда он занимал киевский стол, также фактически контролируя Волынь. Ипатьевская летопись неоднократно отмечает, что Изяслав Мстиславович пользовался большой любовью у чёрных клобуков. Вероятно, что находясь в постоянной борьбе за Киев с Юрием Долгоруким и, дважды, будучи изгнанным, из Киева, Изяслав позаботился о переселении части чёрных клобуков на Волынь, по аналогии с упомянутым переселением берендеев во Владимиро-Суздальские земли. Таким образом, в случае утраты киевского стола Изяслав автоматически терял контроль над чёрными клобуками Поросья, однако в его распоряжении оставались «волынские» берендеи.
Они жили в отданных им на кормление русских городах, но основали и несколько своих: Торческ, Саков, Берендичев, Берендеево, Ижеславль, Урнаев и другие.
Столицей чёрноклобукского союза Поросья был город Торческ (Торцкь, Торцьскъ).
Каждая орда союза занимала определённую территорию. Берендеи получили от киевских князей регион в верховьях Роси, центром которого являлся город Ростовец. Здесь находились их вежи, а также небольшие укреплённые городки, упоминаемые летописью. В 1177 году вторгшиеся в пределы Поросья половцы «взяша 6 городовъ Береньдиць», затем нанесли русским дружинам поражение под Ростовцем.
Название в летописях исчезает к XIII веку. Во время монголо-татарского нашествия берендеи частично ассимилировались в Золотой Орде, частично ушли в Болгарию и Венгрию.

Самое имя Торковъ, Берендеевъ, Ковуевъ и другахъ племенъ тюркскаго происхожденія, жившихъ въ Кіевской губернія, исчезло изъ памяти народной, хотя въ лѣтописи нѣтъ слѣдовъ ихъ ухода или истребленія, и многія лица малороссійскаго казачества сильно напоминаютъ собою азіятскій обликъ этихъ исчезнувшихъ народцевъ.— Степан Васильевич Ешевский, Русская колонизация Северо-восточного края, «Вестник Европы», № 1, 1866 год.

## В искусстве
Известная пьеса А. Н. Островского «Снегурочка» знакомит нас с царём Берендеем, правящим «царством добрых берендеев», мало имеющих отношение к реальным берендеям. Фильм «Снегурочка» снимался на реке Мера и в окрестностях имения А. Н. Островского Щелыково.

## В литературе
- Сулейменов Олжас «Чёрные клобуки».
- Сулейменов Олжас «Берендеи».